# Erich Loewenhardt
Erich Loewenhardt (Breslavia, Alemania; 7 de abril de 1897-cercanías de Chaulnes, Francia; 10 de agosto de 1918) fue un aviador alemán de la Primera Guerra Mundial. Tiene acreditadas 54 victorias en ese conflicto, el tercer mayor número entre los de su nacionalidad.

## Carrera militar
Hijo de un médico, estudió en la escuela de cadetes de Lichterfelde al estallar la guerra. En 1914, debido a su actuación en la batalla de Tannenberg, fue promovido a teniente. En octubre de ese año le fue otorgado el mando de tropas de esquiadores. Todo esto le valió ser condecorado con la Cruz de Hierro en 1.ª clase, antes de ser destinado al frente en Italia. En esa ocasión cayó enfermo, y fue considerado no apto para el combate. Lejos de amilanarse, ingresó en la Fuerza Aérea Imperial; después de servir como observador, fue aprobado como piloto en marzo de 1917. Metódico en su manera de actuar, logró 18 victorias al mando de unidades Albatros y Pfalz que le merecieron comandar el escuadrón Jasta 10 el 2 de mayo de 1917. Se convirtió en uno de los más jóvenes en lograr ese rango dentro de la Fuerza Aérea Alemana. No obstante, en el mes de noviembre fue abatido en el aire y aterrizó de manera estrepitosa. Aunque la nave quedó destrozada, pudo escabullirse con algunas lesiones.
En mayo de 1918 le fueron asignados a su escuadrón los aviones de caza Fokker D.VII. De hecho, era la única unidad de la JG1 que se resistía a dejar los viejos Albatros. Sin embargo, durante el transcurso de ese mes, Loewenhardt derribó 24 aeronaves enemigas, entre ellas Airco DH.4, Sopwith Camels y algunos globos de observación. Por estos triunfos fue condecorado con la medalla Pour le Mérite. 
Junio y julio fueron meses donde la Fuerza Aérea Alemana estaba mermada. Debido a esto, los veteranos aviadores, y los más diestros, tenían que actuar lo más allegados posible. Para el caso, Erich, junto a Lothar von Richthofen, volaron juntos en más de una ocasión. De igual manera, buscaba convertirse en el piloto con más victorias entre las unidades de la JG1 rivalizando con Ernst Udet. En agosto se anotó su 50.ª victoria, marca que a la larga lograrían él, Udet y Manfred von Richthofen.
El 10 de agosto Loewenhardt abordó su nave a las 11 de la mañana a pesar de tener un tobillo lesionado. Lideró un grupo de una docena de aviones, algunos pilotados por novatos. En las cercanías de Chaulnes, la escuadrilla divisó unos aeroplanos ingleses. Uno de ellos se separó del grupo y Erich enfiló tras él. Los momentos posteriores fueron observados por Lothar von Richthofen. Según su testimonio, algunos compañeros de Loewenhardt le siguieron innecesariamente; de repente, advirtió que la nave británica echaba humo, pero Erich no iba tras ella, sino que su propio avión estaba destrozado en pedazos, pues había chocado con el aeroplano del teniente Alfred Wentz. Ambos pilotos se lanzaron con sus paracaídas. El de Wentz se abrió correctamente y el salvó su vida, pero el paracaídas de Erich no funcionó, y el cayó al vacío perdiendo la vida. Símbolo distintivo de este piloto era su nave Fokker D.VII de fuselaje amarillo, que probablemente pilotaba el día de su deceso.